# Igreja Matriz Nossa Senhora da Glória (Mariana)

Igreja Matriz Nossa Senhora da Glória, Passagem de Mariana

A Igreja Matriz Nossa Senhora da Glória localiza-se no distrito de Passagem de Mariana, em Mariana, Minas Gerais. Sua construção remonta do século XVIII, sendo tombado pelo IPHAN por sua importância histórica e religiosa para o país.

## História
Com o desenvolvimento do arraial, pela produção aurifera, construiu-se a primitiva Capela de Santo Antônio do Morro. Essa capela foi a primeira da localidade, e mais tarde se transformou em uma capela particular, pertencente ao fazendeiro Maximiliano de Oliveira Leite. A construção de uma capela dedicada a Nossa Senhora da Glória deu-se na década de 1720, com recursos da população do arraial. O primeiros registros de batismo no templo, datam de 1726.
Essa dita capela era de pau-a-pique, e veio a ruir em 1755. Iniciou-se a construção de uma nova capela, a pedra e cal, por volta de 1772. Desconhece-se a data de conclusão da construção, mas sabe-se que no começo do século XIX ela já estava finalizada, como relatam diversos viajantes que passaram na região. Sabe-se que ela passou por reformas entre 1861 e 1887, com recursos da presidência da província.

## Descrição

Altar lateral

A fachada da construção apresenta divisão em três corpos, separados por pilastras de cantaria. A portada é retalhada em pedra, e verga para a esquerda, com uma pequena cimalha, com a porta almofadada. Possui duas janelas sobrepostas, de guilhotina, com marcos de pedra. O beiral é moldurado, interrompido no corpo central. Possui frontão triangular coberto com telhas de topo, tendo no vértice uma pequena sineira e uma cruz e relógio no lugar do óculo. Mais abaixo do telhado interrompido há um pequeno coruchéu de pedra de cada lado. A capela é desprovida de torres. Tendo, todavia, uma torre anexo, com a presença de um sino.
Internamente, os altares e retábulos apresentam rica ornamentação em douramentos. Os laterais junto ao arco-cruzeiro são em arquivoltas, com pilastras, colunas torsas e nicho intercalado coberto com pequeno dossel, com todos os elementos profusamente esculpidos. O retábulo da capela-mor é do mesmo estilo e de maiores proporções, mas com colunas torsas geminadas e nichos intercalados. O forro da nave, em abóbada de berço, apresenta pintura decorativa em painéis, em estilo ilusionista. O arco-cruzeiro é todo em pedra, encontrando-se sobre o mesmo uma grande tarja barroca. O coro tem guarda-corpo de balaústres torneados, e possui cartela pintada na parede. Há também dois púlpitos bombeados e esculpidos.

## Tombamento e reformas
No ano de 1954, o prédio foi tombado pelo SPHAN. Tendo passado por algumas reformas iniciais, como o melhoramento da parte externa e o telhado. Em 2019 voltou a passar por novas reformas, com um custo de 400 mil.